# Slag van de Masten
De Slag van de Masten of de Zeeslag bij Phoenix is een van de eerste directe zeeslagen in de Byzantijns-Arabische oorlogen. Over het juiste jaartal is men onzeker, volgens sommige 654, volgens andere 655. De zeeslag vond plaats in de baai van Adrasan ter hoogte van Finike in Lycië.

## Achtergrond
Met de opkomst van het Arabische Rijk speelde het Byzantijnse Rijk, de Levant kwijt. Tijdens de eerste regeringsjaren van keizer Constans II Pogonatos verloor hij het diocees Egypte (642) en even later ook Armenië (645). Na de verovering door de Arabieren van Cyprus (649), hernieuwde generaal Moe'awija zijn vloot. Zijn bedoeling was het Byzantijnse Rijk in het hart te treffen, Constantinopel.

## Verloop
Generaal Moe'awija avanceerde met zijn troepen langs de Cappadocische kust, terwijl admiraal Abdullah bin Saad met zijn vloot de optocht volgde.
Keizer Constans had meer schrik voor de vloot dan voor de landtroepen en voer met zijn vloot hen tegemoet. De twee vloten bevochten elkaar in de baai van Adrasan. De verliezen waren groot aan beide zijden. Keizer Constans kon ternauwernood ontsnappen. Het losbarsten van storm zal er uiteindelijk voor zorgen dat de Arabieren hun opmars staakten.

## Gevolgen
Deze Arabische overwinning zal het begin inluiden van de Arabische overheersing in het oostelijk deel van de Middellandse zee. Op de terugweg plunderden de Arabieren het eiland Rodos, waarbij ze de restanten van de Kolossus van Rodos meenamen.